# Mouzillon
Mouzillon är en kommun i departementet Loire-Atlantique i regionen Pays de la Loire i nordvästra Frankrike. Kommunen ligger i kantonen Vallet som tillhör arrondissementet Nantes. År 2022 hade Mouzillon 2 903 invånare.

## Befolkningsutveckling
Antalet invånare i kommunen Mouzillon
| Referens: INSEE |